# Бабичев, Иван Яковлевич
Иван Яковлевич Бабичев (май 1917, Людинковский район — 20 ноября 1983, Гвардейское, Крымская область) — советский военнослужащий, политработник, участник Великой Отечественной войны, участник Судакского десанта. С января 1942 года в партизанском движении Крыма на политических должностях. Был в симферопольском подполье на нелегальном положении. К 1944 году — комиссар 5-й бригады Северного соединения партизан Крыма. После войны на партийных и хозяйственных должностях, секретарь Симферопольского городского комитета ВКП(б), первый секретарь Советского и Зуйского районных комитетов КПСС.

## Биография
Родился в деревне Ново-Николаевка Людинковской волости (ныне Клетнянский район) Брянской области в мае 1917 года в семье крестьян. Окончил школу бухгалтеров. Начал свою трудовую деятельность в 1933 году на должности счетовода колхоза «Парижская коммуна» Брянской области. В 1938 году призван в РККА. Обучался в Военно-политическом училище при Закавказском военном округе в 1940—1941 годах. С первых дней Великой Отечественной войны служил в должности политрука роты 554-го горнострелкового полка 138-й горнострелковой дивизии.

### В партизанском движении Крыма
6 января 1942 года был высажен Судакский десант под командованием майора Н. Г. Селихова. В ночь на 24 января в Судаке ему в подкрепление был высажен 554-й горнострелковый полк 138-й горнострелковой дивизии 44-й армии (командир — майор С. И. Забродоцкий, 1 376 человек, 2 орудия) и рота морской пехоты Черноморского флота (150 человек). После боёв с превосходящими силами немецко-румынских войск к 27 января десант был разбит. Бабичев будучи тяжело раненым в голову, с небольшим количеством бойцов смог отойти в горы и присоединиться к партизанам.
Политрук группы, позднее 1-го красноармейского отряда и других отрядов (31 марта 1942 — 25 июня 1942). Член ВКП(с) с апреля 1942 года. Парторг отряда, комиссар Зуйского отряда (10 сентября — 25 октября 1942), комиссар отряда 2-го сектора (25 октября 1942 — 15 марта 1943). Приказом Закавказского фронта от 24 октября 1942 награждён орденом Красного знамени. С марта по июль 1943 года уполномоченный по организации подпольной работы в Симферополе, на нелегальном положении. Семь раз приходил в лес к командованию партизанским движением Крыма, выполняя особо важные задания.
Генерал-майор Ф. И. Федоренко, на момент событий командир комендантского взвода штаба партизанского движения Крыма так описывает момент ухода Бабичева: «Мы с Иваном Яковлевичем дружили, перед опасной командировкой он зашёл ко мне в штаб проститься… …Ну что-ж, друзья дорогие, двум смертям не бывать, а одной не миновать… Достал из кармана пистолет, добавил: Не подведи родимый.»
В июле-октябре 1943 года — на лечении на Большой земле. После снова был заброшен по воздушному мосту в Крым, с 3 октября 1943 по 29 января 1944 года — комиссар 6-й бригады, 2 отряда 1-й бригады. 29 января — 29 апреля 1944 года — комиссар 5-й бригады Северного соединения партизан Крыма (командир Соловей Ф. С.).

### После войны
После освобождения Крыма от немецко-фашистских захватчиков в апреле 1944 года И. Я. Бабичев оставался на партийной работе. В 1944—1947 годах работал секретарём горкома партии Симферополя. В 1948—1955 годах работал в Советском райкоме партии вторым, затем первым секретарём райкома. В 1955 году переехал в Зуйский район, где был назначен первым секретарём райкома партии. С 1957 по 1965 годы руководил совхозами «Альминский» Бахчисарайского, «Плодовое» Белогорского района, заместитель директора совхоза «Гвардейское» Симферопольского района. В последние годы жизни проживал и трудился в посёлке Гвардейское Симферопольского района, где возглавлял совет ветеранов ВОВ. Активно поддерживал связи с выжившими участниками Судакского десанта и партизанами. Вырастил и воспитал двух дочерей и пятеро внуков. Скончался 20 ноября 1983 года.

## Награды
Награждён орденами Красного Знамени и Отечественной войны 1 степени; медалями: «Партизану Великой Отечественной войны», «За оборону Севастополя», «За трудовую доблесть», «За победу над Германией в Великой Отечественной войне 1941–1945 гг.», «В ознаменование 100-летия со дня рождения Владимира Ильича Ленина», двумя золотыми медалями ВДНХ, юбилейными медалями.

## Память
Ивану Яковлевичу Бабичеву посвящён стенд народного музея Ичкинского партизанского отряда. По инициативе совета музея и первого комиссара Ичкинского партизанского отряда В. А. Золотовой улицы поселка Советского названы именами партизан и подпольщиков М. И. Чуба, И. Я. Бабичева, И. Е. Мотяхина, В. П. Мартынова, В. А. Золотовой, В. Сташевского, Г. Дивинского. В районной газете «Присивашье» была опубликована серия статей под рубрикой «Их именами названы улицы нашего посёлка».
18 июня 2011 года в посёлке Советский, в котором жил и трудился И. Я. Бабичев была открыта памятная доска, его именем названа улица посёлка. На торжественном мероприятии присутствовали родственники, бывшие сослуживцы, жители улицы, представители власти посёлка, ветераны ВОВ и учащиеся школы.